# Варіант Алапіна у Сицилійському захисті
Варіант Алапіна — шаховий дебют, який є однією з варіацій сицилійського захисту і починається з ходів:

1. е2-e4 с7-c5 

2. с2-c3. 
 
Належить до напіввідкритих початків.

## Історія
Вперше хід 2. c3 зустрівся у партії М. Поперт - Г. Стаунтон (Лондон, 1841). Основоположним для варіанту 1. е4 с5 2. с3 став турнір у Відні (1898), де одним із учасників був Семен Алапін, який зіграв у цьому варіанті декілька партій. Після цього хід 2. c3 у сицилійському захисті стали пов'язувати з ім'ям Алапіна.

## Основні варіанти
Основними варіантами у системі Алапіна прийнято вважати 2. ... d7-d5 та 2. ... Ng8-f6
2. ... d7-d5
Ідея цього ходу - негайний удар по центрі. Гравець чорним кольором може швидко ввести в гру королеву, так як поле c3 зайняте білим пішаком, який забирає поле у коня. Основне продовження: 3. exd5 Qd8-d5 4. d2-d4 Ng8-f6 5. Ng1-f3. Після цього можливі розгалуження 5. ... e7-e6 та 5. ... Bc8-g4.
2. ... Ng8-f6
У цьому варіанті гравець чорними відразу вводить у бій коня, тим самим атакуючи пішака на e4 та підтримуючи тиск на поле d5. Основний варіант 3. e4-e5 Nf6-d5 4. d2-d4 cxd4 5. Ng1-f3 Nb8-c6. Наступні можливі розгалуження 6. cxd4 та більш гостре продовження 6. Bf1-c4

## Додаткова література
- Rozentalis, Eduardas and Harley, Andrew, Play the 2.c3 Sicilian (UK: Gambit Publications 2002) ISBN 1-901983-56-0
- Collins, Sam (2007). Chess Explained: The c3 Sicilian. Gambit Publications. ISBN 978-1904600718.